# لوم الضحية
لوم الضحية هو مصطلح يقصد به إلقاء اللوم على الضحية عندما تكون ضحية جريمة أو أي فعل غير مشروع وتحميل الضحية المسؤلية كليا أو جزئيا عن الضرر الذي لحق بها.
وتسعى دراسة علم الضحية إلى التخفيف من اعتبار الضحايا كمسؤولين. وهناك ميل أكبر إلى إلقاء اللوم على ضحايا الاغتصاب أكثر من ضحايا السطو إذا كان كل من الضحايا والجناة يعرفون بعضهم بعضا.
هناك ميل أكبر لإلقاء اللوم على ضحايا الاغتصاب من ضحايا السرقة إذا كان الضحايا والجناة يعرفون بعضهم البعض.

## أصل التسمية
قام عالم النفس وليام ريان بصياغة عبارة «لوم الضحية» في كتابه عام 1971 المسمى «لوم الضحية». في كتابه، وصف ريان لوم الضحية بأنه أيديولوجيا تستخدم لتبرير العنصرية والظلم الاجتماعي ضد السود في الولايات المتحدة. كتب ريان الكتاب لدحض عمل دانيال باتريك موينيهان عام 1965 عائلة الزنوج: قضية العمل الوطني (عادة ما يشار إليه ببساطة باسم تقرير موينيهان).

اعترض ريان على أن موينيهان قد حدد بعد ذلك السبب المباشر لمحنة الأمريكيين السود في انتشار بنية الأسرة التي كان الأب فيها في كثير من الأحيان منقطعا، إن كان موجودًا على الإطلاق، وكانت الأم تعتمد في كثير من الأحيان على المساعدات الحكومية للإطعام، والملبس، وتوفير الرعاية الطبية لأطفالها. يلقي نقد ريان نظريات موينيهان كمحاولات لتحويل مسؤولية الفقر عن العوامل البنيوية الاجتماعية إلى السلوكيات والأنماط الثقافية للفقراء. .

## تاريخ
على الرغم من أن ريان شاع هذه العبارة، إلا أن علماء آخرين حددوا ظاهرة إلقاء اللوم على الضحية.في عام 1947، حدد ثيودور و. أدورنو ما سيطلق عليه فيما بعد "إلقاء اللوم على الضحية" باعتباره "أحد أكثر السمات الشريرة للشخصية الفاشية". بعد ذلك بوقت قصير، صاغ أدورنو وثلاثة أساتذة آخرين في جامعة كاليفورنيا، بيركلي، مقياس F-F ذات النفوذ والنفوذ الكبير (المنشور في الشخصية الفاشية) (1950)، والتي شملت ضمن السمات الفاشية لمقياس "الازدراء" لكل شيء يتم التمييز ضده. " والتعبير النموذجي عن إلقاء اللوم على الضحية هو المصطلح" طلبها "، على سبيل المثال "كانت تطلب ذلك" وتقال عن ضحية العنف أو الاعتداء الجنسي.

## القاء اللوم علي ضحايا الاعتداء الجنسي

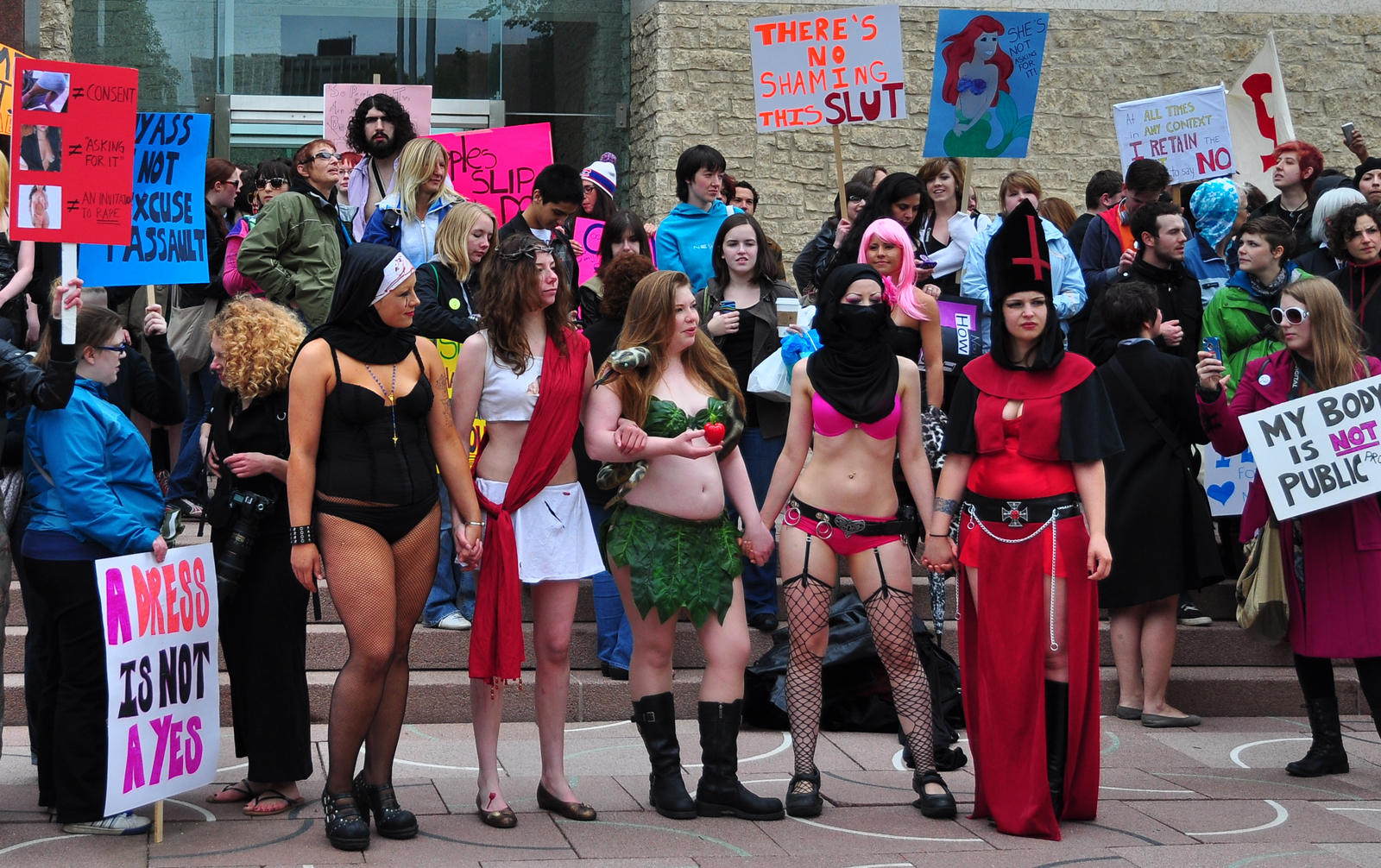
تجمع المئات في أراضي ألبرتا التشريعية في إدمنتون احتجاجًا على إلقاء اللوم على الضحية

ضحايا الاعتداء الجنسي يواجهون وصمة العار على أساس الخرافات عن الاغتصاب.ضحايا الاغتصاب الإناث هي وصمة خاصة في الثقافات الأبوية مع عادات ومحرمات قوية فيما يتعلق بالجنس.على سبيل المثال، قد ينظر المجتمع إلى ضحية اغتصاب من الإناث (خاصةً واحدة كانت في الأصل عذراء) بأنها «تالفة». قد يعاني الضحايا في هذه الثقافات من العزلة والاعتداء الجسدي والنفسي، والفضح الفاسد، وطقوس الإذلال العلني، والتنازل عن الأهل والأصدقاء، أو منعهم من الزواج، أو الطلاق إذا كانوا متزوجين بالفعل، أو حتى القتل. ومع ذلك، حتى في العديد من البلدان المتقدمة، بما في ذلك بعض قطاعات المجتمع الأمريكي، لا يزال كره النساء متأصلاً ثقافياً.
أحد الأمثلة على ادعاءات ضد النساء ضحايا الاعتداء الجنسي هو أنه ارتداء الملابس الاستفزازية يحفز الاعتداء الجنسي لدى الرجال الذين يعتقدون أن النساء اللواتي يرتدين الملابس الاستفزازية يحاولن بنشاط إغواء الشريك الجنسي. وتنبع هذه الاتهامات ضد الضحايا من افتراض أن الملابس الواضحة جنسيا تنقل موافقة على أفعال جنسية، بغض النظر عن الموافقة الشفوية المتعمدة. لم تثبت الأبحاث حتى الآن أن الملابس عامل سببي مهم في حدوث الاعتداء.
كما يتجلى لوم الضحية على ذلك عندما يتم العثور على ضحية الاعتداء الجنسي على خطأ بسبب قيامها بأعمال تقلل من قدرتها على مقاومة أو رفض الموافقة، مثل استهلاك الكحول. تقوم جماعات الدفاع عن الضحايا والمهنيون الطبيون بتعليم الشباب على تعريف الموافقة، وأهمية الامتناع عن إلقاء اللوم على الضحية. تبنت معظم المؤسسات مفهوم الموافقة الإيجابية وأن الامتناع عن ممارسة النشاط الجنسي تحت التأثير هو الخيار الأكثر أمانًا.
وقد دعمت النتائج التي توصلت إليها منظمة «اعتقال الاغتصاب الأسطوري» الادعاءات النسوية بأن التمييز الجنسي هو السبب الجذري في إلقاء اللوم في الاغتصاب على النساء. 
خلصت دراسة أجريت عام 2009 في مجلة العنف بين الأفراد من الرجال ضحايا الاعتداء الجنسي إلى أن إلقاء اللوم على ضحية الاغتصاب الذكور يحدث عادةً بسبب البنى الاجتماعية للرجولة. بعض آثار هذا النوع من حالات الاغتصاب تشمل فقدان الذكورة، والارتباك حول ميولهم الجنسية، والشعور بالفشل في التصرف كما ينبغي للرجال.
عادةً ما يصاب ضحايا المواجهة الجنسية غير المرغوب فيها بمشاكل نفسية مثل الاكتئاب أو العنف الجنسي الذي يسبب اضطراب ما بعد الصدمة المعروف باسم متلازمة صدمة الاغتصاب.

## وجهات النظر المتعارضة
روي بوميستر، عالم نفس اجتماعي وشخصي، جادل بأن إلقاء اللوم علي الضحية ليس بالضرورة دائمًا مغالطة. وجادل بأن إظهار دور الضحية المحتمل في مشادة قد يتعارض مع التفسيرات النموذجية للعنف والقسوة، التي تشمل مجاز الضحية البريئة. ووفقًا لبوميستر، في القول الكلاسيكي «اسطورة الشر الصافى» الأبرياء ضحايا حسنى النية منشغلون بأعمالهم عندما يتم الاعتداء عليهم فجأة بواسطة الاشرار الخبثاء الآثمين. ويصف بوميستر الحالة بأنها تشويه محتمل بواسطة كلًا من المجرم والضحية؛ قد يقلل المجرم من الجريمة بينما يعظمها الضحية، ولذلك لا ينبغي ان تؤخذ الروايات الخاصة بالحادث علي الفور كحقائق موضوعية.
وفي السياق، يشير بوميستر إلى السلوك الشائع للمعتدي الذي يري نفسه «كضحية» أكثر منى المُعتدى عليه، مبررًا فعلا مروعًا عن طريق «تعقيده الأخلاقي». وهذا ينبع عادة من «الحساسية المفرطة» للإهانات، التي يجد أنها نمط ثابت في الأزواج المؤذيين. ومن الناحية الأساسية، فإن الإساءة التي يرتكبها الجاني عمومًا ما تكون مفرطة، مقارنة بالفعل/الأفعال التي يدعي انها أثارته.